# 异襞细烟管蜗牛
异襞细烟管蜗牛（学名：Thaumatoptyx alloptyx）是柄眼目烟管蜗牛科奇襞煙管蝸牛屬的一种。

## 分佈
主要分布于台湾，常栖息在中低海拔山区落叶堆下。